# Chartèves
Chartèves est une commune française située dans le département de l'Aisne en région Hauts-de-France.

## Géographie

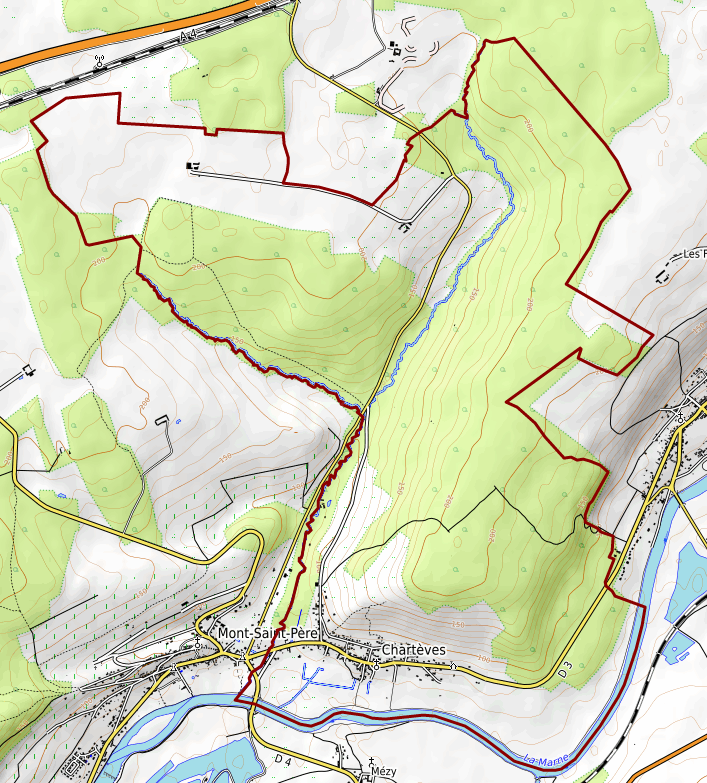
Carte topographique de la commune.

Chartèves  est un village de l'Omois  dans le Sud du département de l'Aisne, niché sur un coteau de la  vallée de la Marne à 12 kilomètres environ au nord-est de Château-Thierry.
Il est traversé par la route départementale 3 qui relie Château-Thierry à Dormans par la rive droite de la rivière.

### Localisation
Les communes limitrophes sont  Beuvardes, Courtemont-Varennes, Jaulgonne, Le Charmel, Mont-Saint-Père, Mézy-Moulins et Épieds.

### Hydrographie
La commune est située dans le bassin Seine-Normandie. Elle est drainée par la Marne, le Surmelin, le fossé 01 du Bochet de la Vrelle, le ru de Dolly et le ru de Mont Leveque,,.
La Marne  prend sa source sur le plateau de Langres, dans la commune de Saints-Geosmes (Haute-Marne) et se jette dans la Seine entre Charenton-le-Pont et Alfortville (Val-de-Marne) dans le quartier de Conflans-l'Archevêque.
Le Surmelin, d'une longueur de 41 km, prend sa source dans la commune de Loisy-en-Brie et se jette  dans la Marne sur la commune, après avoir traversé 17 communes.

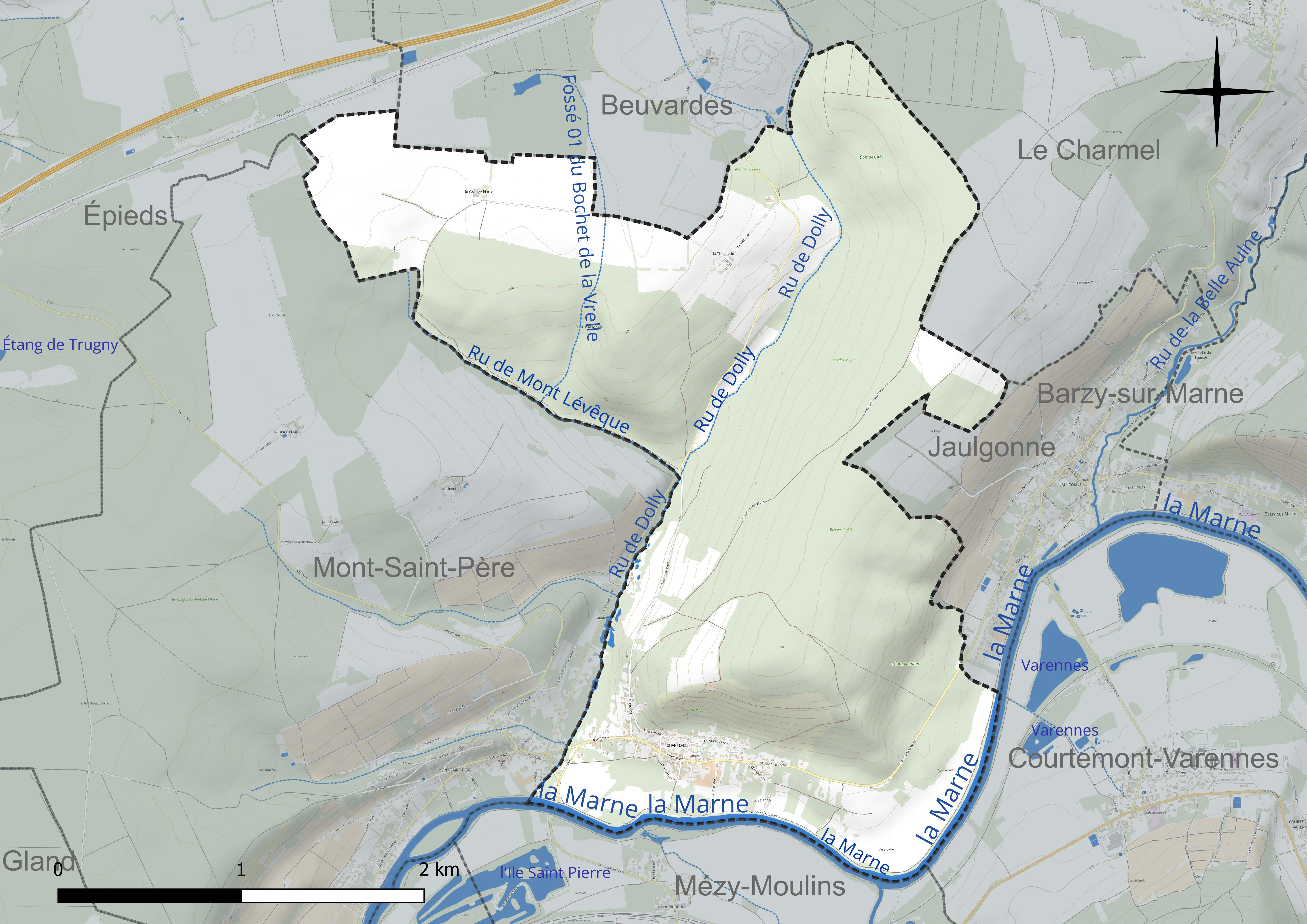
Réseau hydrographique de Chartèves.

### Climat
Pour des articles plus généraux, voir Climat des Hauts-de-France et Climat de l'Aisne.
En 2010, le climat de la commune est de type climat océanique dégradé des plaines du Centre et du Nord, selon une étude du CNRS s'appuyant sur une série de données couvrant la période 1971-2000. En 2020, Météo-France publie une typologie des climats de la France métropolitaine dans laquelle la commune est exposée à un climat océanique altéré et est dans la région climatique Nord-est du bassin Parisien, caractérisée par un ensoleillement médiocre, une pluviométrie moyenne régulièrement répartie au cours de l'année et un hiver froid (3 °C).
Pour la période 1971-2000, la température annuelle moyenne est de 10,5 °C, avec  une amplitude thermique annuelle de 15,1 °C. Le cumul annuel moyen de précipitations est de 724 mm, avec 12 jours de précipitations en janvier et 8,2 jours en juillet. Pour la période 1991-2020 la température moyenne annuelle observée sur la station météorologique la plus proche, située sur la commune de Blesmes à 6 km à vol d'oiseau, est de 10,6 °C et le cumul annuel moyen de précipitations est de 713,0 mm,. Pour l'avenir, les paramètres climatiques de la commune estimés pour 2050 selon différents scénarios d'émission de gaz à effet de serre sont consultables sur un site dédié publié par Météo-France en novembre 2022.

### Milieux naturels et biodiversité

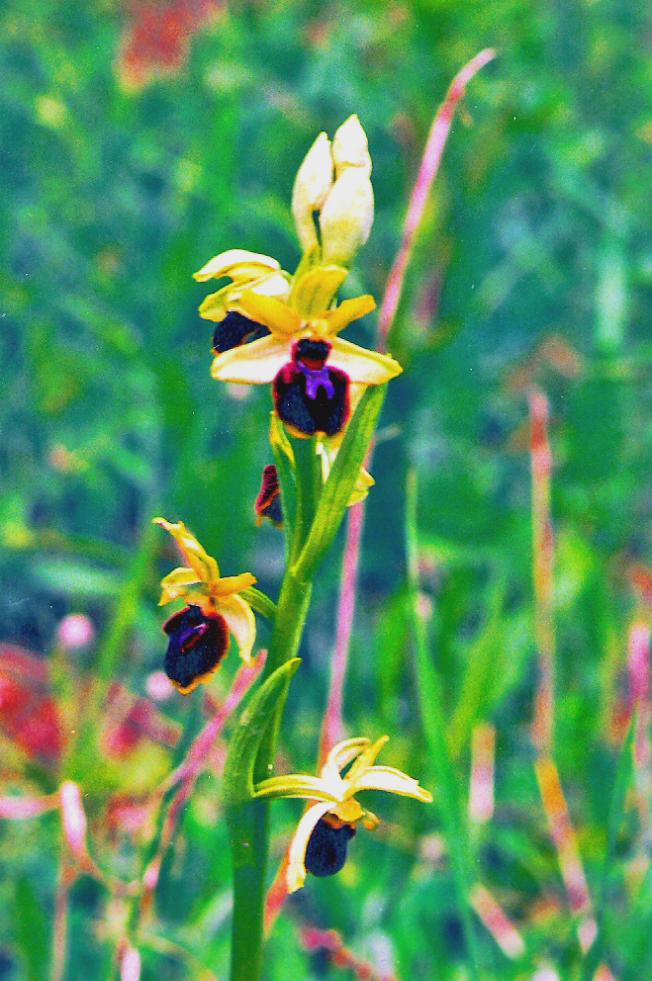
Orchidee sphegodese, sur les coteaux de Chartèves (de J. RAFFIN).

Le coteau du Pseautier est un site dont la biodiversité est particulièrement riche : 36 espèces faunistiques et floristiques sont protégées. Une randonnée vous permettra, entre autres d'y découvrir des variétés d'orchidées.

## Urbanisme

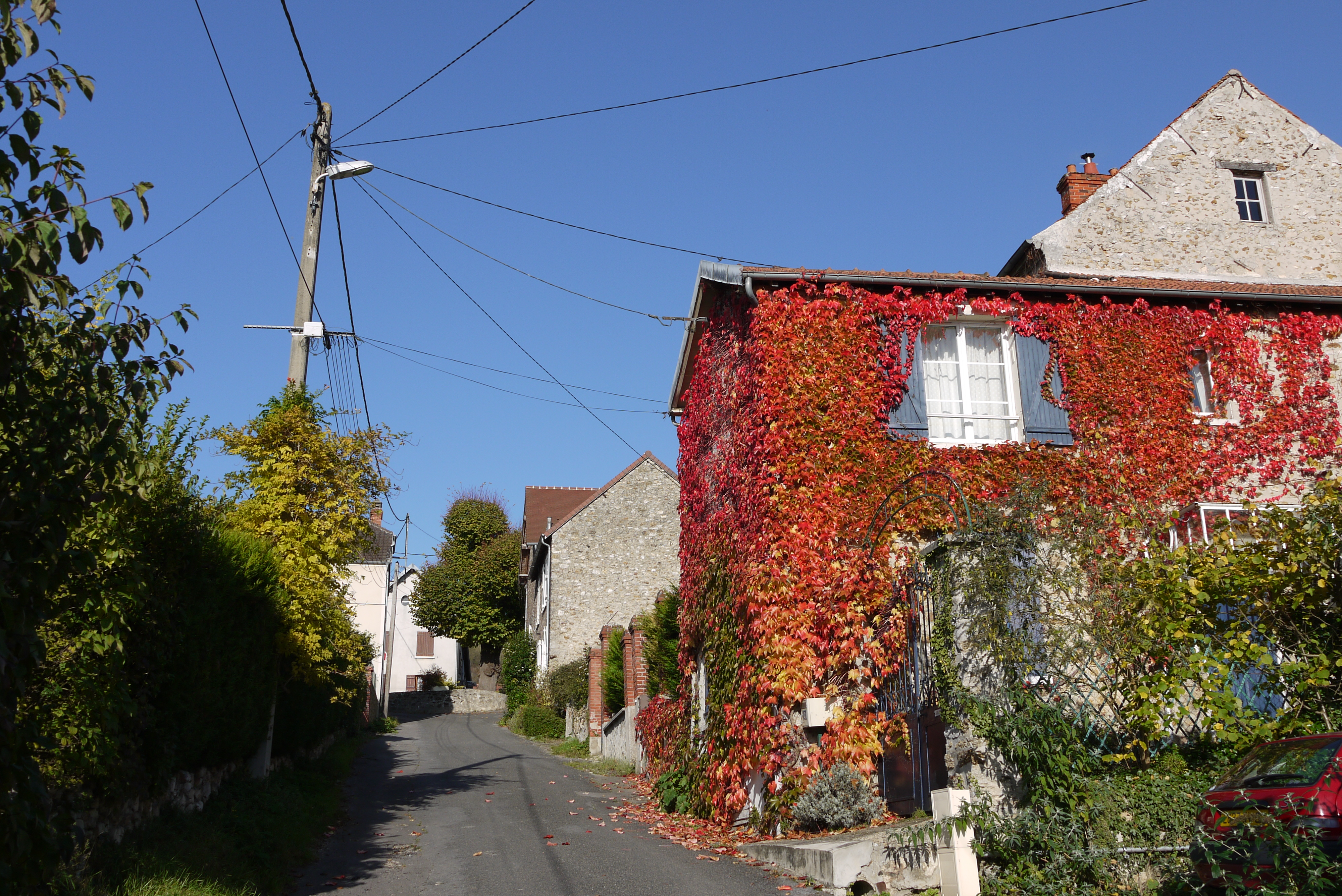
Chartèves, rue de la Botellerie.

### Typologie
Au 1er janvier 2024, Chartèves est catégorisée commune rurale à habitat dispersé, selon la nouvelle grille communale de densité à 7 niveaux définie par l'Insee en 2022.
Elle est située hors unité urbaine. Par ailleurs la commune fait partie de l'aire d'attraction de Château-Thierry, dont elle est une commune de la couronne,. Cette aire, qui regroupe 52 communes, est catégorisée dans les aires de moins de 50 000 habitants,.

### Occupation des sols

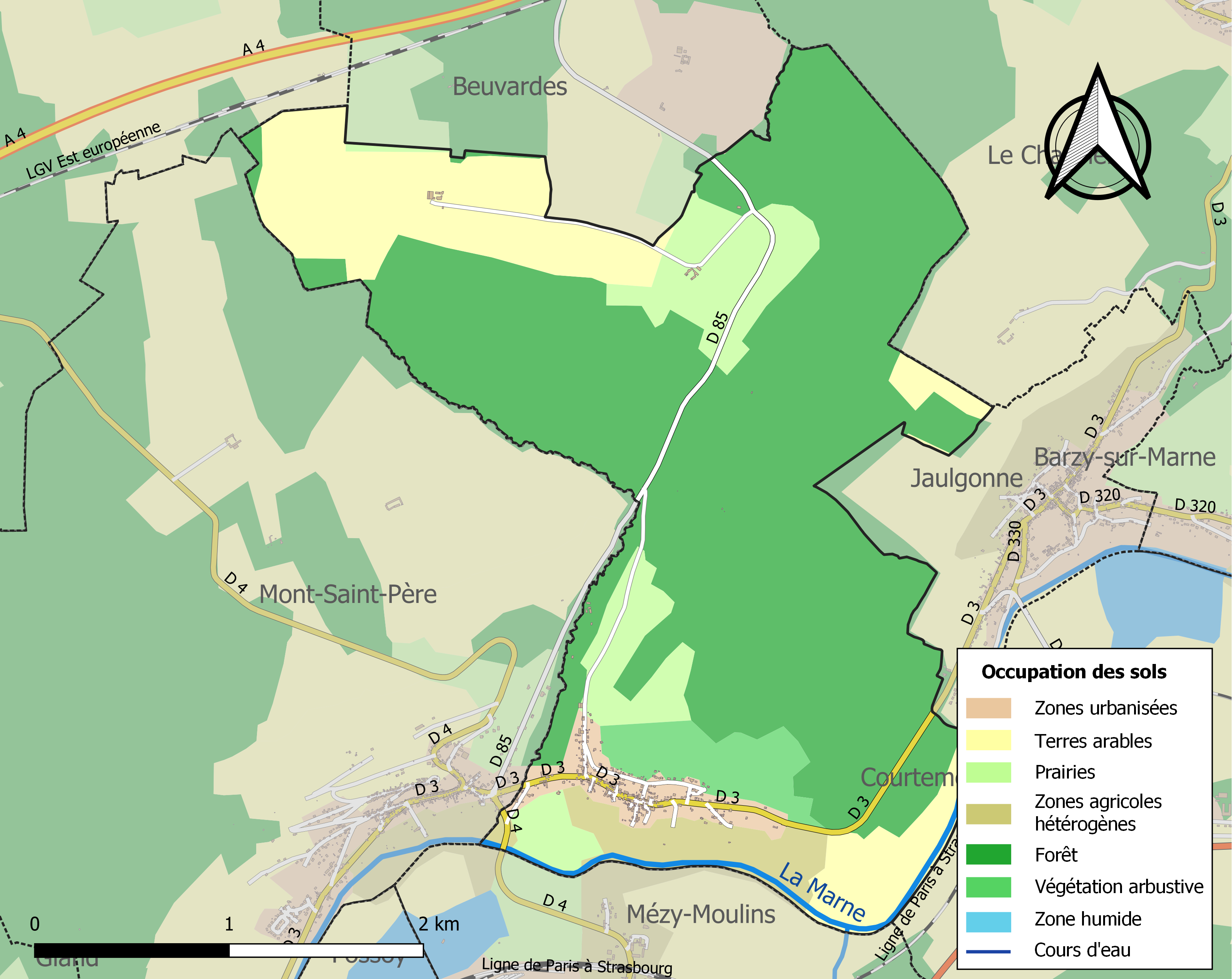
Carte des infrastructures et de l'occupation des sols de la commune en 2018 (CLC).

L'occupation des sols de la commune, telle qu'elle ressort de la base de données européenne d'occupation biophysique des sols Corine Land Cover (CLC), est marquée par l'importance des forêts et milieux semi-naturels (66,5 % en 2018), une proportion identique à celle de 1990 (66,5 %). La répartition détaillée en 2018 est la suivante : 
forêts (62,8 %), terres arables (16,1 %), prairies (10,1 %), zones agricoles hétérogènes (4 %), milieux à végétation arbustive et/ou herbacée (3,7 %), zones urbanisées (3,3 %), espaces verts artificialisés, non agricoles (0,1 %).
L'évolution de l'occupation des sols de la commune et de ses infrastructures peut être observée sur les différentes représentations cartographiques du territoire : la carte de Cassini (XVIIIe siècle), la carte d'état-major (1820-1866) et les cartes ou photos aériennes de l'IGN pour la période actuelle (1950 à aujourd'hui).

### Habitat et logement
En 2018, le nombre total de logements dans la commune était de 191, alors qu'il était de 189 en 2013 et de 188 en 2008.
Parmi ces logements, 80,9 % étaient des résidences principales, 9 % des résidences secondaires et 10,1 % des logements vacants. Ces logements étaient pour 97,8 % d'entre eux des maisons individuelles et pour 1,6 % des appartements.
Le tableau ci-dessous présente la typologie des logements à Chartèves en 2018 en comparaison avec celle de l'Aisne et de la France entière. Une caractéristique marquante du parc de logements est ainsi une proportion de résidences secondaires et logements occasionnels (9 %) supérieure à celle du département (3,5 %) mais inférieure à celle de la France entière (9,7 %). Concernant le statut d'occupation de ces logements, 85,2 % des habitants de la commune sont propriétaires de leur logement (87,9 % en 2013), contre 61,6 % pour l'Aisne et 57,5 % pour la France entière.
| Typologie                                               | Chartèves | Aisne | France entière |
| ------------------------------------------------------- | --------- | ----- | -------------- |
| Résidences principales (en %)                           | 80,9      | 86,7  | 82,1           |
| Résidences secondaires et logements occasionnels (en %) | 9         | 3,5   | 9,7            |
| Logements vacants (en %)                                | 10,1      | 9,8   | 8,2            |

## Toponymie
Le nom de la localité est attesté sous les formes Chartovorum-super-Maternam (1242) ; Chartreuves (1577).
Du gaulois *Carto briga, « forteresse de Cartus » (Dauzat).
Le sud du territoire communal est limité par le lit de la Marne, l'un des principaux affluents de la Seine.

## Histoire

### Époque contemporaine
Guerre de 1870
Durant la Guerre franco-allemande de 1870, la commune a été occupée par les troupes allemandes du 8 octobre 1870 au 8 avril 1871 et a été traversé par 120 pontonniers français et 166 000 allemands de toutes armes.
Première Guerre mondiale
L'histoire de Chartèves est, comme celle  de nombreuses communes de la région, liée à la Première Guerre mondiale, avec son lot de destructions, de morts, de blessés et de disparus. La commune a été sévèrement endommagée lors des différentes offensives qui ont été lancées pour le contrôle des rives de la Marne.
Le 30 mai 1918, durant la Bataille de la Marne (1918), des combats ont lieu dans la commune.
Plusieurs livres historiques retracent ces événements douloureux.
Fusion de communes
Par arrêté préfectoral du 6 septembre 1974, Chartèves et Mont-Saint-Père fusionnent et prennent le nom de Charmont-sur-Marne. Les deux communes reprennent leur indépendance et leurs noms initial en 1979.

## Politique et administration

### Rattachements administratifs et électoraux

#### Rattachements administratifs
La commune se trouve depuis 1942 dans l'arrondissement de Château-Thierry du département de l'Aisne.
Elle faisait partie de 1801 à 1974 du canton de Condé-en-Brie, année où elle intègre le canton de Château-Thierry, sans doute dans le cadre de la fusion de communes opérée alors. Dès 1977, elle réintègre un nouveau canton de Condé-en-Brie. Dans le cadre du redécoupage cantonal de 2014 en France, cette circonscription administrative territoriale a disparu, et le canton n'est plus qu'une circonscription électorale.

#### Rattachements électoraux
Pour les élections départementales, la commune fait partie depuis 2014 du canton d'Essômes-sur-Marne.
Pour l'élection des députés, elle fait partie de la cinquième circonscription de l'Aisne  pour les élections législatives, depuis le dernier découpage électoral de 2010.

### Intercommunalité
Chartèves était membre de la communauté de communes du canton de Condé-en-Brie, un établissement public de coopération intercommunale (EPCI) à fiscalité propre créé en 1995 et auquel la commune avait transféré un certain nombre de ses compétences, dans les conditions déterminées par le code général des collectivités territoriales.
Dans le cadre des dispositions de la loi portant nouvelle organisation territoriale de la République du 7 août 2015, qui prévoit que les établissements publics de coopération intercommunale (EPCI) à fiscalité propre doivent avoir un minimum de 15 000 habitants, cette intercommunalité a fusionné avec ses voisines pour former, le 1er janvier 2017, la communauté d'agglomération de la Région de Château-Thierry dont est désormais membre la commune.

### Liste des maires
| Période                                  | Période                       | Identité        | Étiquette | Qualité                                          |
| ---------------------------------------- | ----------------------------- | --------------- | --------- | ------------------------------------------------ |
| Les données manquantes sont à compléter. |                               |                 |           |                                                  |
| 1978                                     | 1995                          | Jean Maubuisson |           |                                                  |
| 1995                                     | mars 2001                     | Marie Geiger    |           |                                                  |
| mars 2001                                | mars 2008                     | Gilbert Bastian | DVD       |                                                  |
| mars 2008                                | mars 2014                     | Marie Geiger    | ÉCO       |                                                  |
| mars 2014                                | mai 2020                      | Laurent Phylemy | SE        | Retraité Fonction publique                       |
| mai 2020                                 | En cours (au 2 décembre 2020) | Pascal Richard  |           | Employé retraité Réélu pour le mandat 2020-2026, |

## Démographie
L'évolution du nombre d'habitants est connue à travers les recensements de la population effectués dans la commune depuis 1793. Pour les communes de moins de 10 000 habitants, une enquête de recensement portant sur toute la population est réalisée tous les cinq ans, les populations de référence des années intermédiaires étant quant à elles estimées par interpolation ou extrapolation. Pour la commune, le premier recensement exhaustif entrant dans le cadre du nouveau dispositif a été réalisé en 2004.

En 2022, la commune comptait 358 habitants, en évolution de +2,29 % par rapport à 2016 (Aisne : −1,97 %, France hors Mayotte : +2,11 %).
| 1793 | 1800 | 1806 | 1821 | 1831 | 1836 | 1841 | 1846 | 1851 |
| ---- | ---- | ---- | ---- | ---- | ---- | ---- | ---- | ---- |
| 249  | 291  | 333  | 338  | 362  | 366  | 400  | 406  | 408  |

| 1856 | 1861 | 1866 | 1872 | 1876 | 1881 | 1886 | 1891 | 1896 |
| ---- | ---- | ---- | ---- | ---- | ---- | ---- | ---- | ---- |
| 398  | 430  | 416  | 370  | 339  | 325  | 320  | 306  | 267  |

| 1901 | 1906 | 1911 | 1921 | 1926 | 1931 | 1936 | 1946 | 1954 |
| ---- | ---- | ---- | ---- | ---- | ---- | ---- | ---- | ---- |
| 298  | 254  | 249  | 214  | 207  | 224  | 211  | 242  | 212  |

| 1962 | 1968 | 1975 | 1982 | 1990 | 1999 | 2004 | 2006 | 2009 |
| ---- | ---- | ---- | ---- | ---- | ---- | ---- | ---- | ---- |
| 241  | 226  | 235  | 252  | 303  | 370  | 351  | 350  | 375  |

| 2014 | 2019 | 2022 | - | - | - | - | - | - |
| ---- | ---- | ---- | - | - | - | - | - | - |
| 348  | 356  | 358  | - | - | - | - | - | - |

## Culture locale et patrimoine

### Lieux et monuments
La construction primitive de l'église Saint-Caprais remonterait au XIe siècle pour se poursuivre jusqu'au XVe siècle.
On peut également signaler trois lavoirs, une fontaine, deux réservoirs, des fermes et des maisons anciennes.

### Personnalités liées à la commune
- Amédée Féau (1872-1952) y résida.
- Marie Drouet (1885-1963), héroïne de la Première Guerre mondiale, y est née.

### Charlèves dans les arts et la culture
- Bien que n'étant pas natif de la commune Léon Lhermitte, peintre français, s'est beaucoup inspiré des paysages de la commune pour ses toiles.

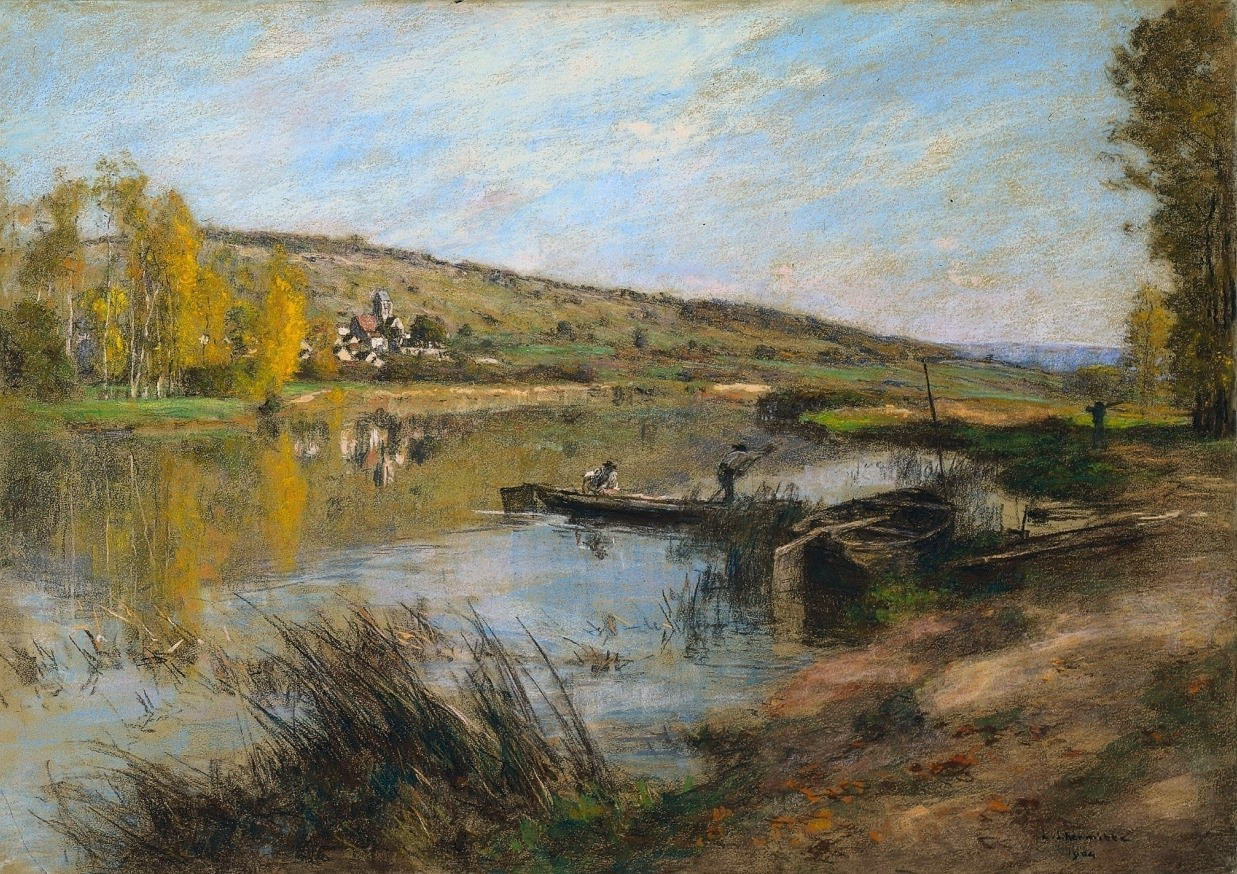
Léon Lhermitte, La Marne à Chartève, 1904.

## Pour approfondir